# Santa Susanna (Provinz Barcelona)
Santa Susanna (spanisch Santa Susana) ist eine katalanische Gemeinde (Municipio) mit 4.023 Einwohnern (Stand: 2024) in der Provinz Barcelona im Nordosten Spaniens. Sie liegt in der Comarca Maresme und gehört zur Metropolregion Àrea Metropolitana de Barcelona.

## Lage
Santa Susanna liegt etwa 60 Kilometer nordöstlich von Barcelona am Mittelmeer in einer durchschnittlichen Höhe von ca. 10 m. 

## Bevölkerungsentwicklung
| Jahr      | 1970 | 1981 | 1991 | 2001 | 2011 | 2021 |
| Einwohner | 565  | 518  | 982  | 1996 | 3317 | 3650 |

## Sehenswürdigkeiten

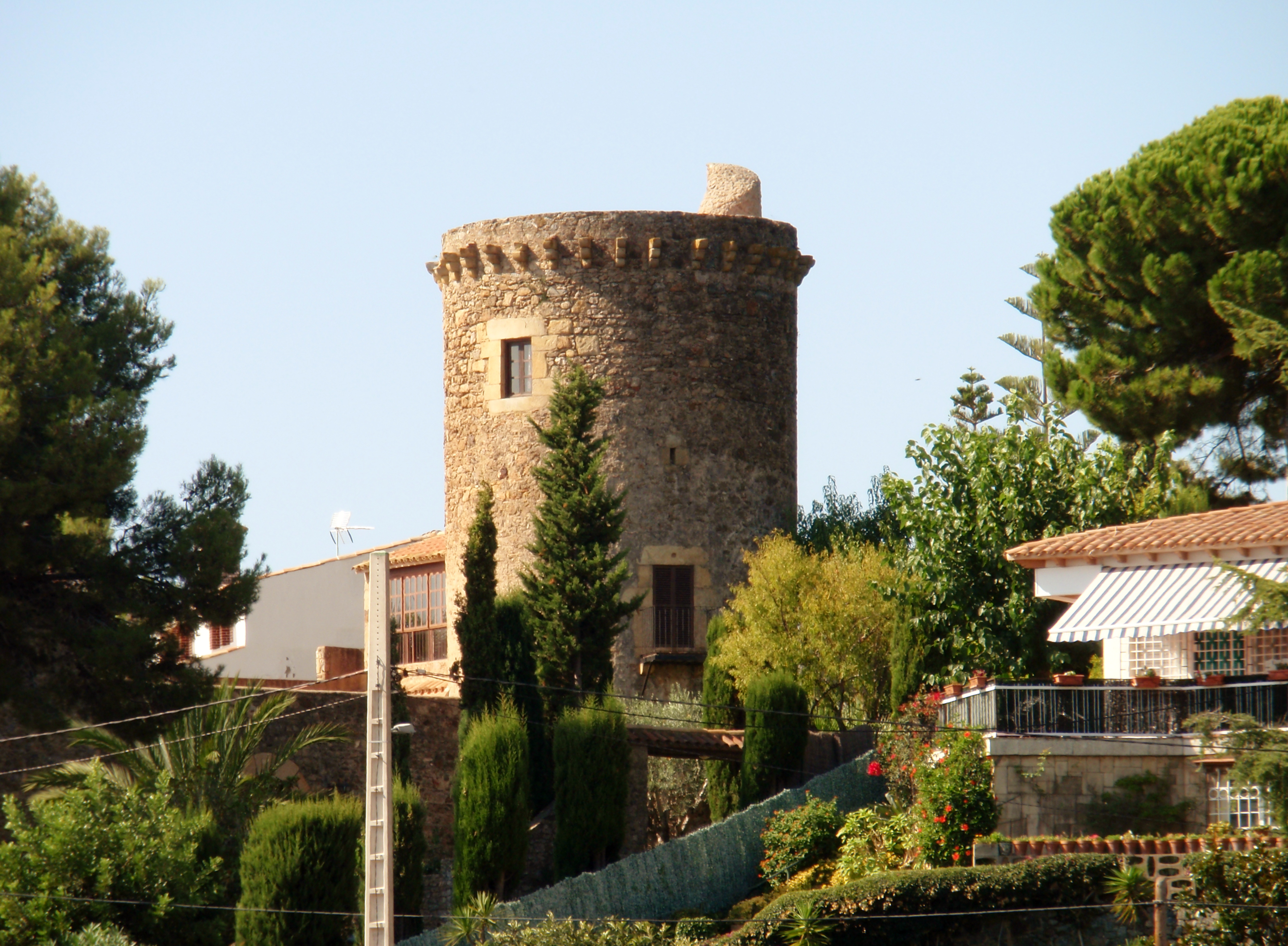
Verteidigungsturm von Xirau
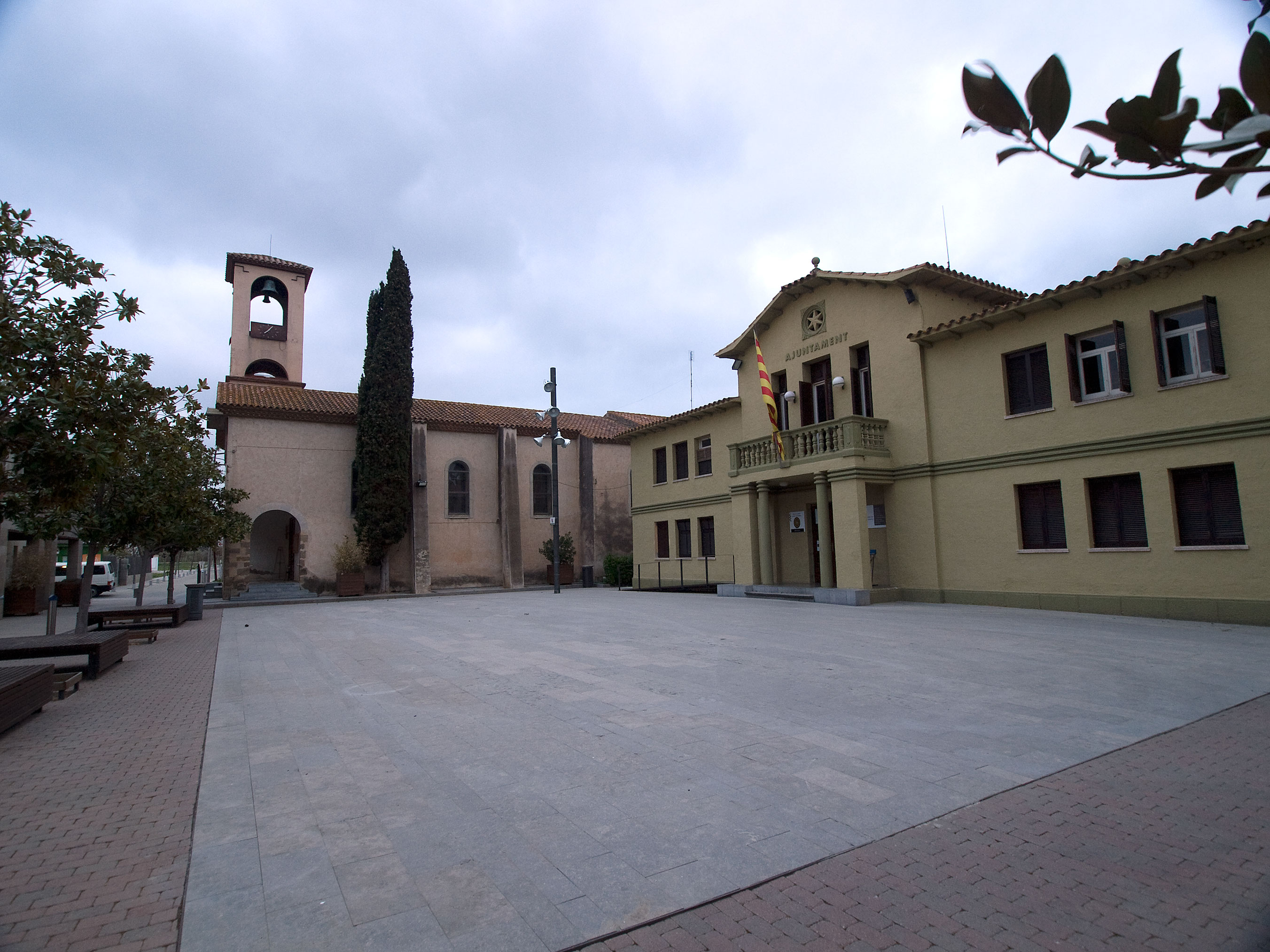
Rathaus mit Kirche
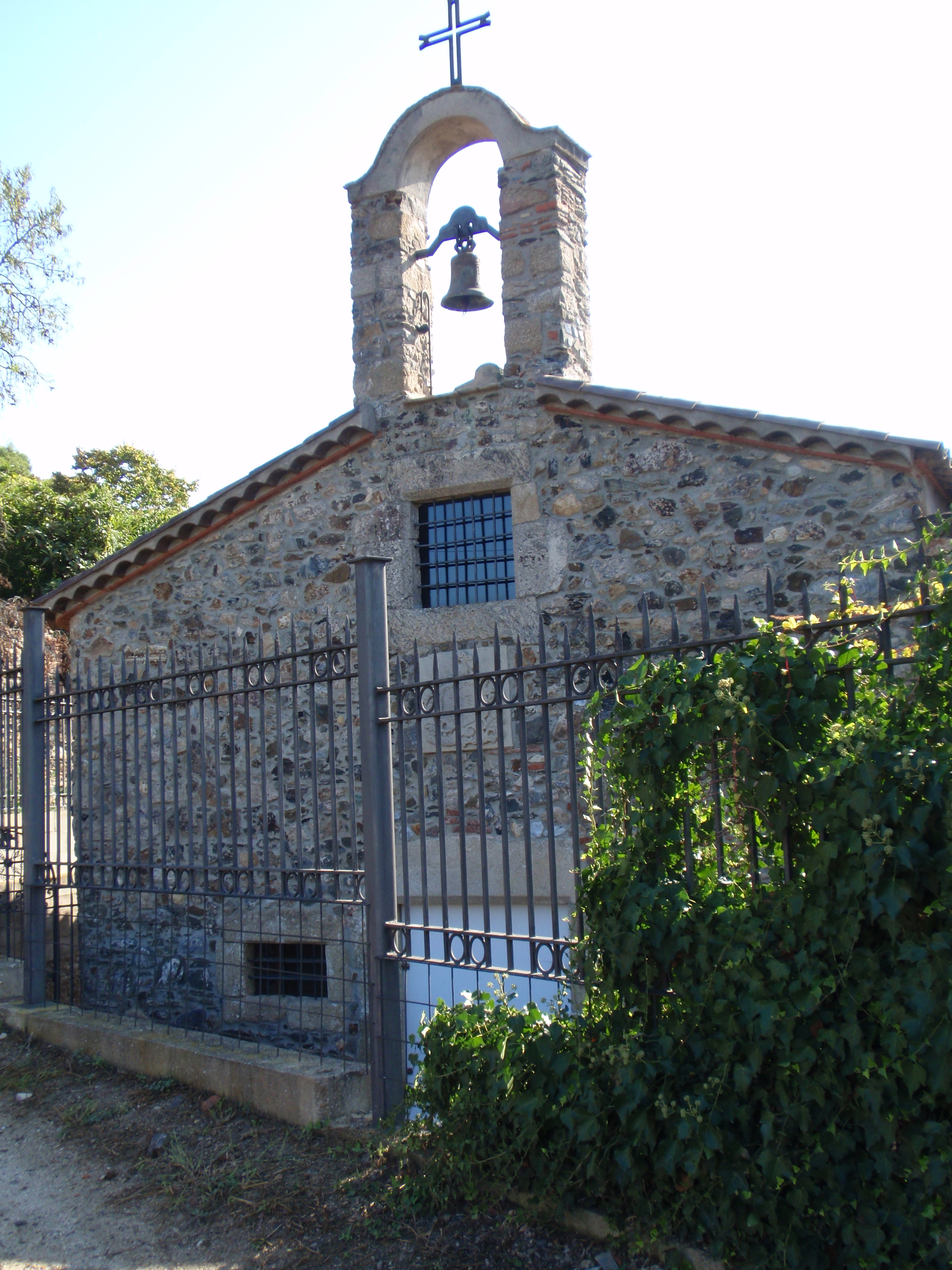
Susannenkapelle
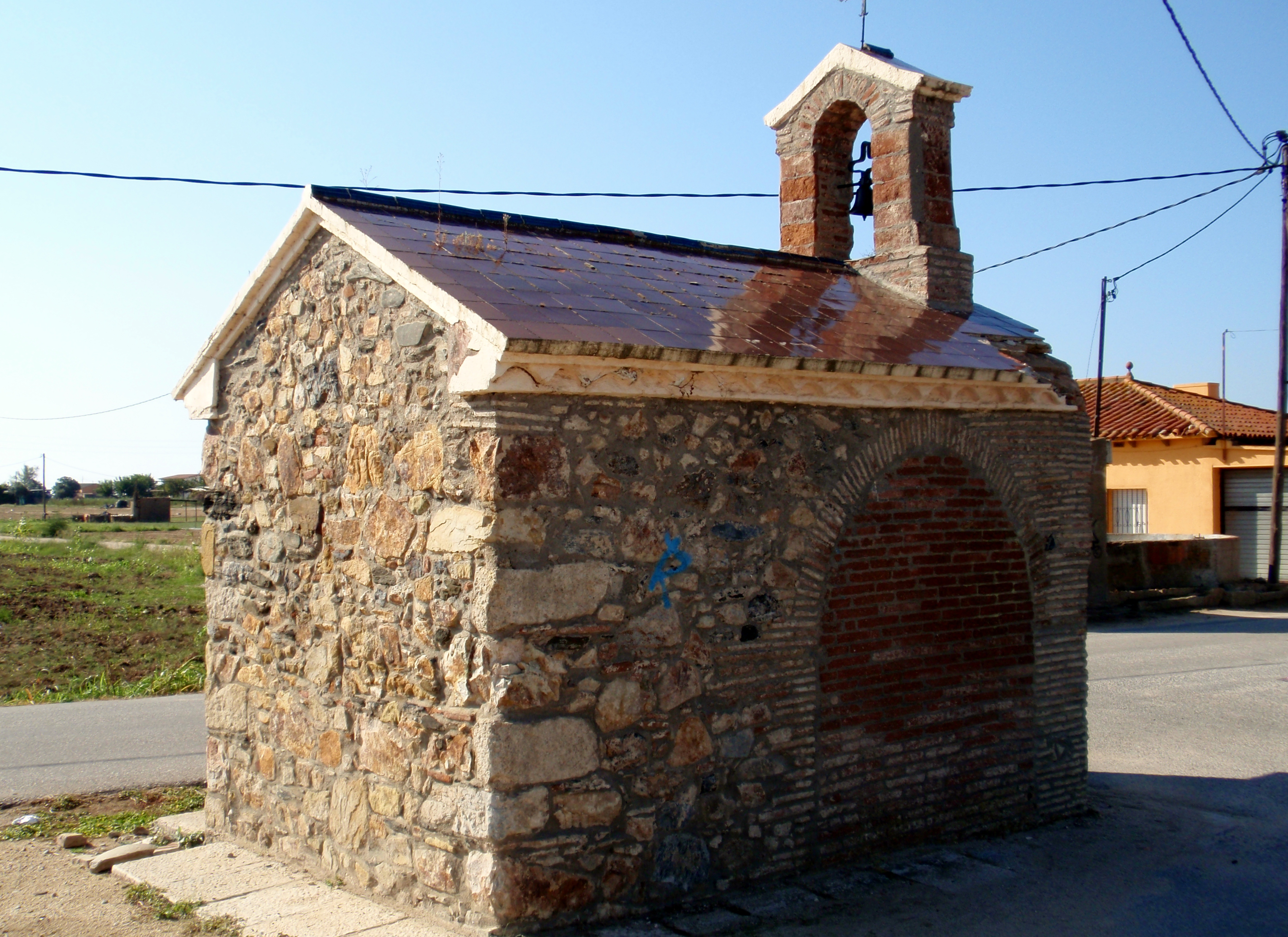
Christuskapelle
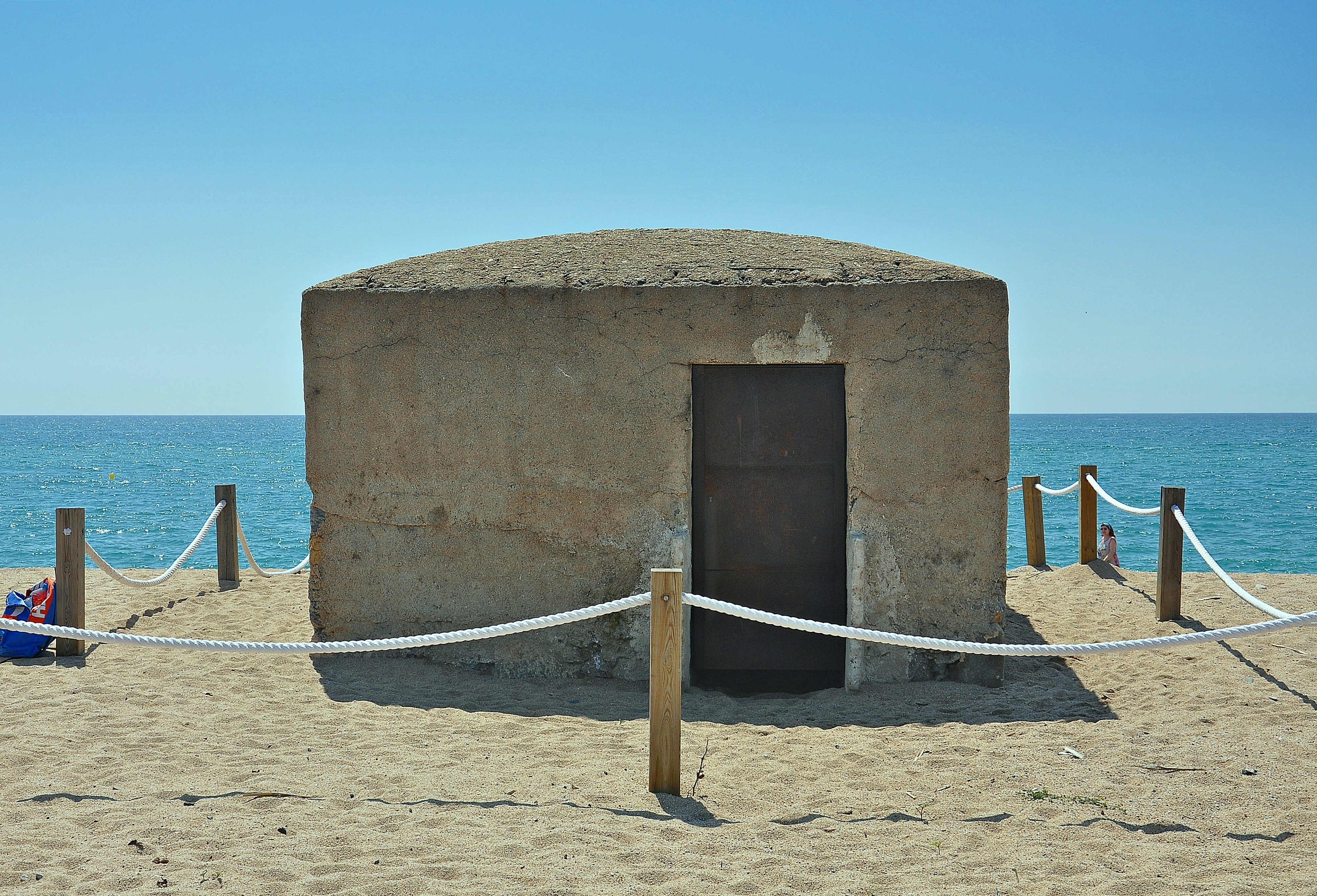
Bunkeranlage am Strand

- Verteidigungsturm von Xirau
- Rathaus mit Kirche
- Susannenkapelle
- Christuskapelle
- Bunkeranlage am Strand

## Gemeindepartnerschaft
Mit der französischen Gemeinde Castelnaudary im Département Aude (Okzitanien) besteht eine Partnerschaft.